# Čenice 2.díl
Čenice 2.díl je část osady Čenice, část obce Cerekvice nad Bystřicí v okrese Jičín. Nachází se asi 1,5 km na severovýchod od Cerekvice nad Bystřicí. V roce 2009 zde bylo evidováno 6 adres. V roce 2001 zde trvale žilo 10 obyvatel.
Čenice 2.díl leží v katastrálním území Cerekvice nad Bystřicí.
Osada Čenice leží kolem křižovatky silnic III/32539 (úsek Velký Vřešťov – Cerekvice nad Bystřicí) a III/32535 (úsek Želkovice – Skála). U křižovatky se nachází autobusová zastávka „Cerekvice nad Bystřicí, Čenice“.
Jako evidenční část Čenice 2.díl je evidována zástavba na západní straně silnice III/32535, kterou tvoří řada domů čp. 1 až 6 v jihozápadním kvadrantu křižovatky. Označení Čenice 1.díl má na mapě ČÚZK protilehlá zástavba na východní straně této silnice, která však z hlediska správního, evidenčního, statistického i katastrálního členění je integrální součástí Velkého Vřešťova (jde o dům čp. 127 v severovýchodním kvadrantu křižovatky a dům čp. 128 proti domu čp. 1 v jihovýchodním kvadrantu).